# Juillet 1872

## Événements
- 4 juillet : interdiction de l'ordre des Jésuites en Allemagne (Kulturkampf).

- 18 juillet, Royaume-Uni : Ballot act. Le secret du vote est introduit pour les élections législatives.

- 20 juillet - 12 octobre : les conservateurs se maintiennent au pouvoir aux élections fédérales. John A. Macdonald (conservateur) est réélu Premier ministre (fin le 6 juin 1891).

- 27 juillet, France : la loi Cissey établit un service militaire universel dont la durée est fixée par tirage au sort (5 ans ou un an). Principe de l’armée de conscription. Suppression du remplacement.

- 31 juillet, Royaume-Uni : Licensing Act sur la consommation d’alcool.

## Naissances
- 1er juillet : Louis Blériot, constructeur d'avions et pilote français († 2 août 1936).
- 4 juillet : Calvin Coolidge, président des États-Unis († 5 janvier 1933).
- 9 juillet : Montéhus, chansonnier français († 31 décembre 1952).
- 15 juillet : Jean Dargassies, coureur cycliste français († 7 août 1965).
- 16 juillet : Roald Amundsen, explorateur norvégien († 18 juin 1928).
- 18 juillet : Gabriele von Schrenck-Notzing, aviatrice allemande († 3 août 1953).

## Décès
- 14 juillet :
  - John Bolton (homme politique)
  - José María Ponce, matador espagnol (° 31 mars 1830).